# Stazione di Exeter St Davids
La stazione di Exeter St Davids (in inglese Exeter St Davids railway station) è una stazione ferroviaria di Exeter, in Inghilterra.

## Storia
La stazione di Exeter St Davids fu originariamente costruita dalla Bristol & Exeter Railway e venne aperta il 1º maggio 1844. La stazione originale fu progettata da Isambard Kingdom Brunel e aveva due banchine laterali. Poiché la stazione è situata sul lato ovest del centro di Exeter, Brunel posizionò le due banchine sul lato est dei binari per facilitare i passeggeri a raggiungere il centro di Exeter. Poiché all'epoca la stazione si trovava alla fine della ferrovia, il progetto non creò particolari difficoltà.
Il 30 maggio 1846, la South Devon Railway aprì una sezione della ferrovia dalla stazione a ovest fino a Plymouth. Il 12 maggio 1851, la Exeter and Crediton Railway fu aperta al traffico; questa sezione della ferrovia ora fa parte della North Devon Railway (che va dalla stazione di Exeter a Barnstaple). A quel tempo tutte le ferrovie sopra menzionate utilizzavano uno scartamento largo. La linea Yeovil-Exeter, costruita dalla London and South Western Railway utilizzando lo scartamento normale, fu originariamente aperta il 19 luglio 1860, ma inizialmente la ferrovia aveva come capolinea la Stazione di Queen Street (ora la Stazione di Exeter Centrale). Fu solo il 1° febbraio 1862 che la ferrovia fu estesa da Queen Street alla stazione di St Davids. Dopo che la London and South Western Railway acquisì la Exeter and Crediton Railway, la stazione mantenne lo scartamento largo, consentendo ai treni merci della Bristol & Exeter Railway di raggiungere Crediton. Nel 1864, la stazione fu ricostruita. La piattaforma settentrionale delle due piattaforme originali sul lato est della ferrovia fu demolita e una nuova piattaforma fu costruita sul lato ovest della ferrovia.
Il 1° gennaio 1876 la Bristol and Exeter Railway Company venne fusa nella Great Western Railway e un mese dopo anche la South Devon Railway fu fusa nella stessa società. Successivamente, la linea da Bristol a Penzance è stata convertita in scartamento doppio, consentendo ai treni a scartamento largo di circolare da Londra Paddington a Penzance e consentendo anche ai treni tra Bristol Temple Meads e Penzance di utilizzare lo scartamento standard. La ristrutturazione fu completata il 1º marzo 1876.